# هینو الر
هینو الر (استونیایی: Heino Eller; ۷ مارس ۱۸۸۷ – ۱۶ ژوئن ۱۹۷۰) آهنگ‌ساز اهل استونی بود.
وی همچنین برندهٔ جوایزی همچون جایزه هنرمند مردمی اتحاد جماهیر شوروی و نشان لنین شده‌است.